# Abierto Británico (snooker)
El Abierto Británico fue un torneo profesional de snooker. A partir de 1985 se transformó en una competencia puntuable. El torneo no se ha llevado a cabo desde la temporada 2004/2005. Tuvo varios patrocinadores y escenarios con el paso de los años. Se realizó alrededor de noviembre de cada año. Hasta antes de la edición correspondiente a 1999/2000 se jugó al final de la temporada. Se disputó dos veces en 1999, uno para la temporada 1998/1999 y otro para la temporada 1999/2000.

## Ganadores
| Año                                 | Ganador                          | Oponente                         | Marcador final                   | Temporada                        |
| Copa British Gold (no puntuable)    | Copa British Gold (no puntuable) | Copa British Gold (no puntuable) | Copa British Gold (no puntuable) | Copa British Gold (no puntuable) |
| ----------------------------------- | -------------------------------- | -------------------------------- | -------------------------------- | -------------------------------- |
| 1980                                | Alex Higgins                     | Ray Reardon                      | 5–1                              | 1979/80                          |
| Trofeo Yamaha Organs (no puntuable) |                                  |                                  |                                  |                                  |
| 1981                                | Steve Davis                      | David Taylor                     | 9–6                              | 1980/81                          |
| Master International (no puntuable) |                                  |                                  |                                  |                                  |
| 1982                                | Steve Davis                      | Terry Griffiths                  | 9–7                              | 1981/82                          |
| 1983                                | Ray Reardon                      | Jimmy White                      | 9–6                              | 1982/83                          |
| 1984                                | Steve Davis                      | David Martin John Dunning        | [ nota 1 ]                       | 1983/84                          |
| Abierto Británico (puntuable)       |                                  |                                  |                                  |                                  |
| 1985                                | Silvino Francisco                | Kirk Stevens                     | 12–9                             | 1984/85                          |
| 1986                                | Steve Davis                      | Willie Thorne                    | 12–7                             | 1985/86                          |
| 1987                                | Jimmy White                      | Neal Foulds                      | 13–9                             | 1986/87                          |
| 1988                                | Stephen Hendry                   | Mike Hallett                     | 13–2                             | 1987/88                          |
| 1989                                | Tony Meo                         | Dean Reynolds                    | 13–6                             | 1988/89                          |
| 1990                                | Bob Chaperon                     | Alex Higgins                     | 10–8                             | 1989/90                          |
| 1991                                | Stephen Hendry                   | Gary Wilkinson                   | 10–9                             | 1990/91                          |
| 1992                                | Jimmy White                      | James Wattana                    | 10–7                             | 1991/92                          |
| 1993                                | Steve Davis                      | James Wattana                    | 10–2                             | 1992/93                          |
| 1994                                | Ronnie O'Sullivan                | James Wattana                    | 9–4                              | 1993/94                          |
| 1995                                | John Higgins                     | Ronnie O'Sullivan                | 9–6                              | 1994/95                          |
| 1996                                | Nigel Bond                       | John Higgins                     | 9–8                              | 1995/96                          |
| 1997                                | Mark James Williams              | Stephen Hendry                   | 9–2                              | 1996/97                          |
| 1998                                | John Higgins                     | Stephen Hendry                   | 9–8                              | 1997/98                          |
| 1999                                | Fergal O'Brien                   | Anthony Hamilton                 | 9–7                              | 1998/99                          |
| 1999                                | Stephen Hendry                   | Peter Ebdon                      | 9–5                              | 1999/00                          |
| 2000                                | Peter Ebdon                      | Jimmy White                      | 9–6                              | 2000/01                          |
| 2001                                | John Higgins                     | Graeme Dott                      | 9–6                              | 2001/02                          |
| 2002                                | Paul Hunter                      | Ian McCulloch                    | 9–4                              | 2002/03                          |
| 2003                                | Stephen Hendry                   | Ronnie O'Sullivan                | 9–6                              | 2003/04                          |
| 2004                                | John Higgins                     | Stephen Maguire                  | 9–6                              | 2004/05                          |
| British Open (renovado, ranking)    |                                  |                                  |                                  |                                  |
| 2021                                | Mark James Williams              | Gary Wilson                      | 6-4                              | 2021/22                          |
| 2022                                | Ryan Day                         | Mark Allen                       | 10-7                             | 2022/23                          |
| 2023                                | Mark James Williams              | Mark Selby                       | 10-7                             | 2023/24                          |
| 2024                                | Mark Selby                       | John Higgins                     | 10-5                             | 2024/25                          |